# Bartsrashen
Bartsrashen är en ort i Armenien.   Den ligger i provinsen Ararat, i den centrala delen av landet, 12 kilometer sydost om huvudstaden Jerevan. Bartsrashen ligger 1 154 meter över havet och antalet invånare är 1 273.
Terrängen runt Bartsrashen är kuperad. Runt Bartsrashen är det ganska tätbefolkat, med 155 invånare per kvadratkilometer.. Närmaste större samhälle är Jerevan, 12,0 kilometer nordväst om Bartsrashen.
Trakten runt Bartsrashen består i huvudsak av gräsmarker.